# Phaneracra bartletti
Phaneracra bartletti är en insektsart som beskrevs av Boris Petrovich Uvarov 1936. Phaneracra bartletti ingår i släktet Phaneracra och familjen vårtbitare. Inga underarter finns listade i Catalogue of Life.